# Lilian Austin
'Lilian Austin' est un cultivar de rosier obtenu en 1973 par le fameux rosiériste anglais David Austin. il est issu d'un croisement 'Aloha' (hybride de thé, Boerner, 1949) x 'The Yeoman' (Austin, 1969). Il doit son nom à la mère de l'obtenteur.

## Description
Il s'agit d'un buisson au port érigé pouvant atteindre de 120 à 130 cm de hauteur pour 120 à 150 cm de largeur. Son feuillage est vert foncé mat. Ses délicates fleurs sont de différentes nuances de rose et légèrement parfumées. Elles sont doubles (17 à 25 pétales) et fleurissent en petits groupes en forme de coupe, laissant bien voir les étamines lorsqu'elles sont épanouies.
La floraison est abondante et remontante.
Sa zone de rusticité est de 6b à 10b ; il supporte donc les hivers froids.
Il est parfait pour éclairer les massifs et pour servir de fleur à couper. On peut l'admirer notamment à l'Europa-Rosarium de Sangerhausen en Allemagne.

## Descendance
'Lilian Austin' a donné naissance à 'The Reeve' (Austin, 1979) par croisement avec 'Chaucer' ; à 'English Garden' (Austin, 1986) par croisement avec un semis x 'Fée des Neiges' ; ainsi qu'à 'Othello' (Austin, 1986) par croisement avec 'The Squire' et aussi à 'The Prince' (Austin, 1990) par croisement avec 'The Squire'.